# Преображенская, Галина Сергеевна
Гали́на Серге́евна Преображе́нская (род. 9 января 1950, Ленинград) — советский и российский музыковед, концертмейстер, продюсер, телеведущая; создатель и художественный руководитель Московского международного конкурса молодых исполнителей русского романса «Романсиада». Заслуженная артистка России (1995), Заслуженный деятель искусств Российской Федерации (2007).

## Биография
Галина Сергеевна Преображенская родилась 9 января 1950 года в Ленинграде. Окончила Музыкально-педагогический институт им. Гнесиных как пианистка и музыковед.
С 1973 года работала концертмейстером оперного и камерного классов ГМПИ им. Гнесиных, с 1982 — концертмейстером Московской филармонии.
С 2004 года — директор Государственного клуба-лаборатории кинолюбителей, который был преобразован в «Центр народной культуры». С 2011 года — художественный руководитель — директор «Дома романса».
Баллотировалась на муниципальных выборах 2012 года; в 2016 году избрана депутатом Совета депутатов муниципального округа Щукино города Москвы, в 2021 году вновь избрана депутатом этого округа.

### Семья
Отец — Сергей Андреевич Преображенский (1923—1988), военный инженер, капитан второго ранга, чемпион СССР по гребле на байдарках и каноэ и по вольной борьбе, заслуженный тренер СССР, главный тренер сборной СССР по вольной борьбе, педагог и писатель.
Мать — Маргарита Сергеевна Преображенская (Дядичева), выпускница Ленинградской консерватории по классу вокала, солистка Московской филармонии, лауреат международного конкурса вокалистов имени Глинки, заслуженный работник культуры РСФСР.
Сестра — Наталья Соловьева (род. 1951).
Племянник — Василий Соловьёв (род. 1975), телеведущий, спортивный комментатор, кинопродюсер.
Муж — Владимир Богомолов (1948—2023), воспитанник хоккейной школы ЦСКА, форвард московского «Локомотива», мастер спорта СССР по хоккею, тренер молодёжной сборной СССР по хоккею с шайбой, заслуженный тренер России, заслуженный работник физической культуры Российской Федерации.

## Творчество
Как пианистка выступала в ансамбле с народными артистами СССР и России Анатолием Соловьяненко, Бэлой Руденко, Борисом Штоколовым, Валентиной Левко, Ириной Журиной и многими другими. Вела московские концерты Хосе Каррераса, Монсеррат Кабалье, Пласидо Доминго (2001) и др.
Являлась автором и ведущей многих абонементов для детей и юношества в Концертном зале им. Чайковского, лекций-концертов по вопросам русской культуры в Политехническом музее, вечеров русского романса в Колонном зале Дома Союзов.

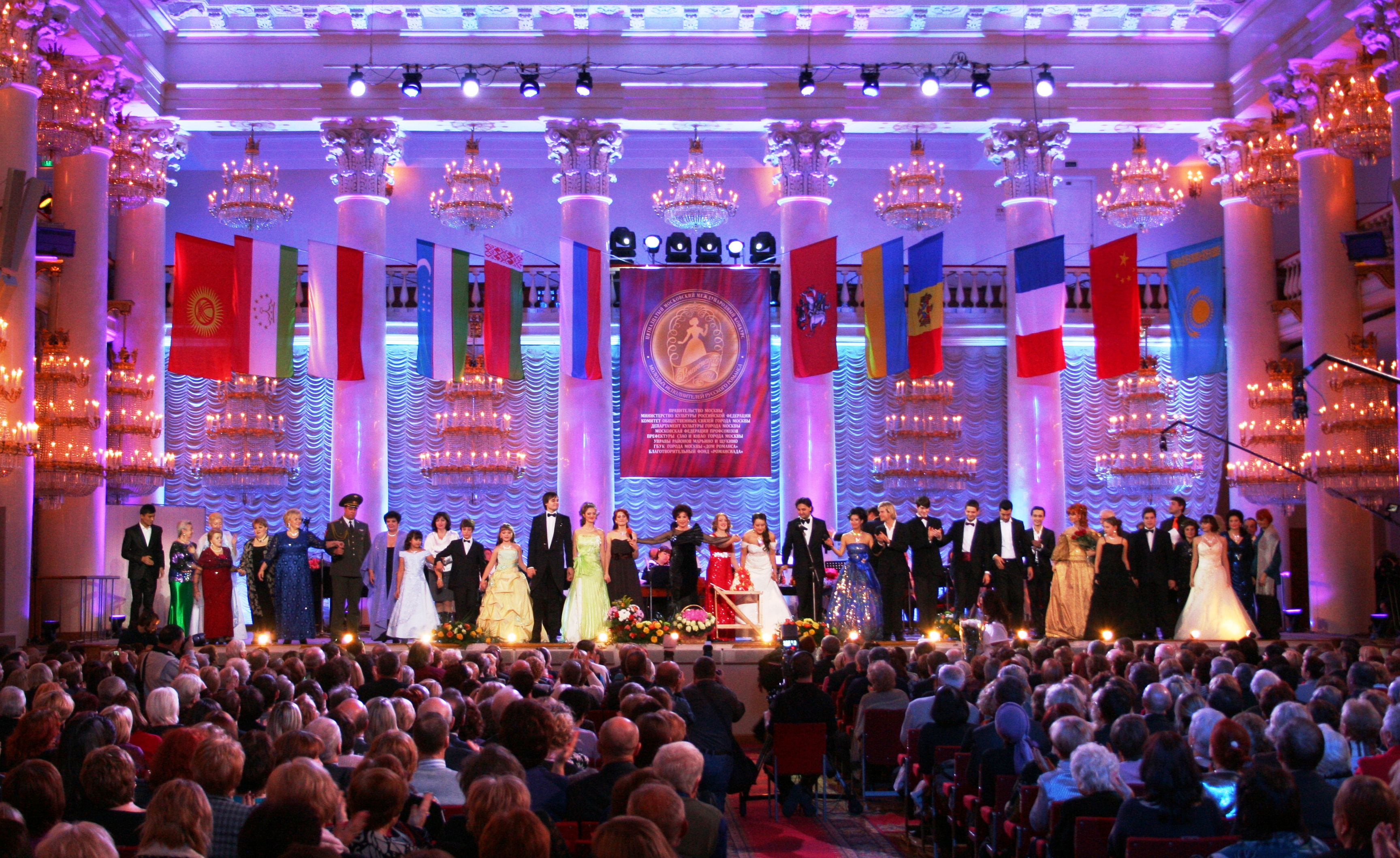
Гала-концерт Московского международного конкурса молодых исполнителей русского романса «Романсиада»

В 1989 году первой в послереволюционной России возродила традиции русского музыкального салона, организовав, при поддержке Московского музыкального общества, постоянную еженедельную программу «Маленькие музыкальные вечера» в «Музыкальной гостиной дома Шуваловой».
С 1990 года ведёт летние музыкальные вечера на Симфонической эстраде парка «Сокольники», с 1994 года и на Мемориальной Лемешевской концертной поляне в Серебряном бору.

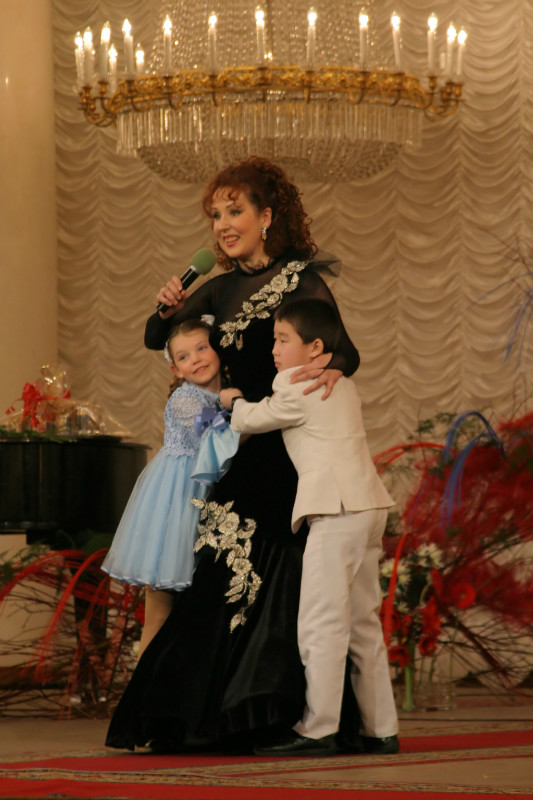
Галина Преображенская. Романсиада 2004 г.

С 1997 года по настоящее время — автор идеи, организатор и художественный руководитель ежегодного Международного конкурса молодых исполнителей русского романса «Романсиада», дополненного Детским конкурсом русской вокальной музыки «Надежда Романсиады» (2004), конкурсом «Большая Романсиада» для вокалистов-любителей и артистов-профессионалов (2006), фестивалем офицерского романса «Воинская Романсиада» (2008), конкурсом создателей современного романса «Авторская Романсиада» (2010). Все конкурсы и фестивали «Романсиады» объединены в едином ежегодном проекте — Форум русского романса «Романсиада без границ», в рамках которого ежегодно организуется проведение в Московском Кремле «Международного дня русского романса».
Автор и ведущая телевизионных музыкальных программ:
- «15 минут из жизни женщины» (развлекательно-просветительская музыкальная программа) — Останкино, 1991;
- «Зелёная лампа» (музыкальная просветительская программа) — Московский канал, 1992—1993;
- «Маленькие музыкальные вечера» (телевизионный музыкальный салон) — РТР, 1992—1994;
- «Пригласительный билет» (музыкальная программа для детей и юношества) — 4-й образовательный канал, 1994—1995;
- «Романсиада» (Международный конкурс молодых исполнителей русского романса) — РТР, Культура, ТВ Центр, 1997—2011;
- ОТР, с 2016.

Вела концертные программы в рамках официальных мероприятий: саммитов глав государств в Санкт-Петербурге (2006) и Тольятти (2007), Экономического форума в Сочи (2008), саммита глав государств СНГ в Санкт-Петербурге (2008), Дней Российской культуры за рубежом и др.
В 2013 году в открытом письме к президенту В. В. Путину предложила учредить в последнюю субботу января День русского романса, и впервые Международный день русского романса отмечался 25 января 2014 года (в последнюю субботу января, а с 2022 года в — первую субботу февраля).
C 2013 года является автором и ведущей цикла концертных программ «Звезды „Романсиады“ в Кремле», которые включены в план работы Государственного Кремлёвского Дворца и проходят на его разных сценах: Международный день русского романса — на основной сцене, Русский новогодний бал — в Малом зале, представление лауреатов «Романсиады» — в Дипломатическом зале.
В 2017 году, после соответствующего обращения Г. С. Преображенской, конкурс «Романсиада» и, позже, программа «Международный День русского романса» получили эгиду ЮНЕСКО.

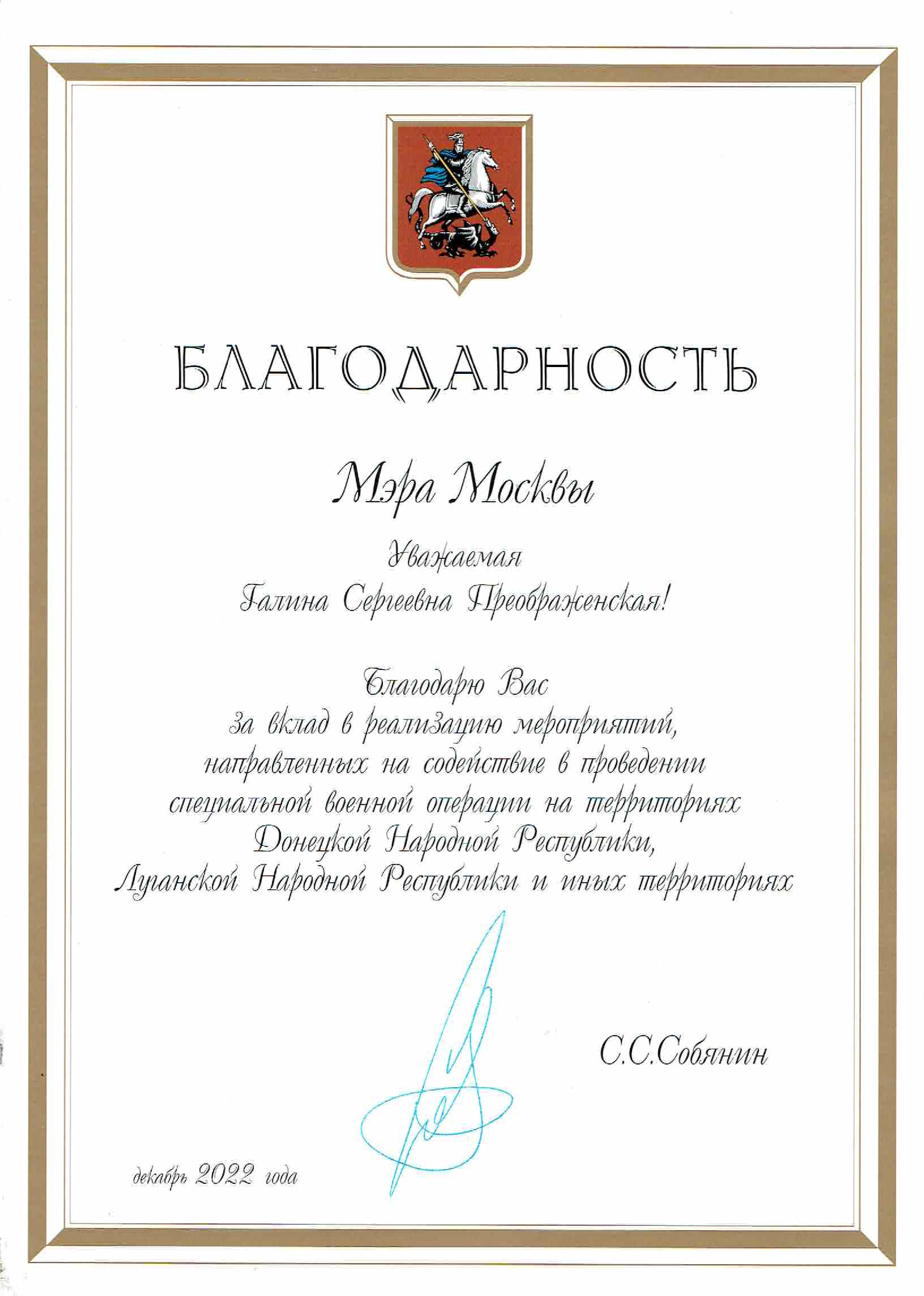
Благодарность от Мэра Москвы, 2022 г.

Диплом АРСИИ. 2023 г.

Удостоверение к медали «За заслуги в культуре и искусстве». 2023 г.

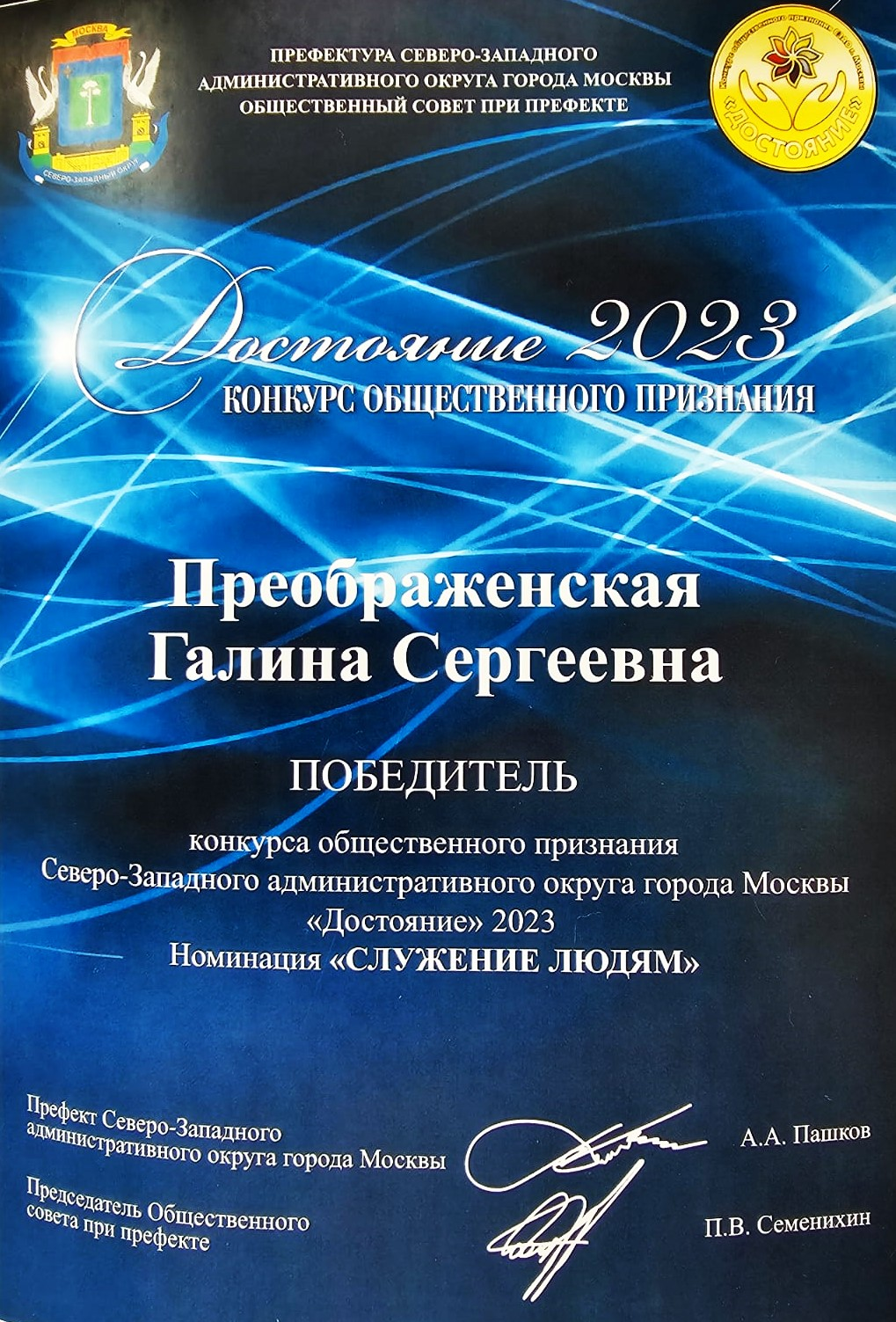
Диплом победителя конкурса общественного признания «Достояние» 2023 г.

## Награды и звания
- Диплом победителя конкурса общественного признания «Достояние» 2023 г.
- Медаль «За заслуги в культуре и искусстве» Академии русской словесности и изящных искусств имени Г. Р. Державина (2023)
- Благодарность Мэра Москвы (29 декабря 2022) — за вклад в реализацию мероприятий, направленных на содействие в проведении специальной военной операции на территориях Донецкой и Луганской Народных Республик и иных территориях
- Медаль «Отличник культуры Кыргызстана», 09.12.2021
- Орден Дружбы (5 июня 2021) — за заслуги в развитии отечественной культуры и искусства, многолетнюю плодотворную деятельность[21]
- Почётная грамота Московской городской думы (29 апреля 2019) — за заслуги перед городским сообществом и в связи с юбилеем[22]
- Почётный юбилейный знак «Московская городская дума. 25 лет» (13 марта 2019)
- Почётная грамота Государственной Думы Федерального Собрания Российской Федерации (2015)
- Памятная медаль ЦК КПРФ «200 лет М. Ю. Лермонтову» (2014).
- Пушкинская медаль «Ревнителю просвещения» Академии российской словесности (2014)
- Диплом Союза театральных деятелей Российской Федерации на фестивале «Грани театра масс» (2013) — за режиссёрскую работу по постановкам конкурсных гала-концертов «Романсиады»
- Медаль акима Южно-Казахстанской области за вклад в развитие культуры: проведение «Казахской Романсиады» в Шымкенте в течение шестнадцати лет (2013)
- Памятная медаль «Патриот России» (2013) — за личный большой вклад в работу по патриотическому воспитанию и проявление патриотизма в общественной и трудовой деятельности[К 3]
- Специальный диплом Всероссийской премии имени Антона Дельвига (2013) — за большой вклад в отечественную музыкальную культуру и популяризацию русского романса[23]
- Памятный знак «За развитие Российско-Болгарского гуманитарного сотрудничества», 09.09.2013
- Почётная грамота Министерства культуры Российской Федерации (2012)
- Медаль «За заслуги в развитии культуры Казахстана», 28.12.2011
- Заслуженный деятель искусств Российской Федерации (2007)[3]
- Благодарственное письмо президента Российской Федерации (2006)
- Заслуженная артистка России (1995)[2]

## Комментарии
1. ↑  С инициативой создания в Москве Дома романса Г. С. Преображенская обращалась в Правительство Москвы в 2000 году[5].
2. ↑  «Дом романса» — государственное бюджетное учреждение культуры г. Москвы, созданное на базе «Центра народной культуры».
3. ↑  Приказ по Российскому государственному военному историко-культурному центру при Правительстве РФ (Росвоенцентр) от 24 апреля 2013 года.